# Санмаринська ліра

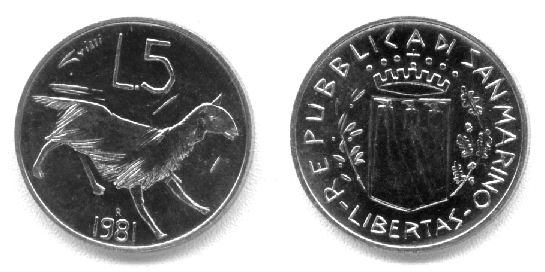
5 лір

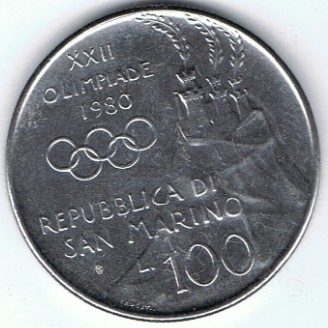
100 лір. Олімпіада 1980

Санмаринська ліра (італ. lira sammarinese, в множині lire) — валюта Сан-Марино з 1860-х років до 2002, коли вона була замінена на євро. Санмарінська ліра була прирівняна до італійської ліри. Італійські банкноти і монети, а також ватиканські монети перебували у вільному обігу на території Сан-Марино, так само як і санмарінські монети на території Італії та Ватикану. Випускалися тільки монети, банкноти використовувалися італійські. Одна санмаринська ліра складається зі 100 чентезімі.

## Монети
У 1864 була вперше випущена мідна монета Сан-Марино номіналом 5 чентезімі, а в 1875 також мідні 10 чентезімі. Хоча в 1894 вони були виведені з обігу, в 1894 були викарбувані срібні 50 чентезімі, 1 ліра, 2 і 5 лір, а в 1906 було проведено повторне карбування 1 і 2 лір. У 1931 з'явилися срібні монети в 5, 10 і 20 лір, а в 1935 бронзові 5 і 10 чентезімі, що знаходилися в обігу до 1938. У 1972 Сан-Марино випустило монети в 1, 2, 5, 10, 20, 50, 100 і 500 лір, дещо відмінні за зовнішнім виглядом від відповідних італійських. У 1978 з'явилися 200 лір, в 1982 біметалічні 500 лір, в 1997 — 1000 лір.